# Wzgórza Chwaszczyńskie
Wzgórza Chwaszczyńskie (kaszb. Chwaszczinsczé Grzëpë) - pasmo wzniesień moreny czołowej na Kaszubach stanowiące północno-wschodnią granicę Pojezierza Kaszubskiego. Pasmo rozciąga się od jeziora Osowskiego (północno-zachodnia granica Gdańska) do okolic Koleczkowa przechodząc w obszar leśny Trójmiejskiego Parku Krajobrazowego. Najwyższe wzniesienia o wysokości od 160,7 m n.p.m. do 195,4 m n.p.m. znajdują się na północ od Chwaszczyna i w kierunku południowo-zachodnim od gdyńskiej dzielnicy Dąbrowa. Punktem kulminacyjnym wzgórz jest znajdująca się na obszarze miejskim Gdyni Góra Donas o wysokości 205,7 m n.p.m. Urozmaicony charakter krajobrazu wzgórz zintensyfikował w ostatnich dziesięciu latach budownictwo jednorodzinne w tych okolicach.

## Komunikacja
- RTCN Chwaszczyno - największa stacja nadawcza na Pomorzu wykorzystująca jako podstawę wzniesienie "Kozie Rogi" o wysokości 187 m n.p.m. na północ od Chwaszczyna
- Trasa Kaszubska nr S6 - tzw. "Trasa Lęborska" o planowanym przebiegu wzdłuż południowej krawędzi pasma
- Droga krajowa nr 20 - jedyna przelotowa trasa drogowa o większym znaczeniu przecinająca pasmo w kierunku południowo-zachodnim (wyprowadzająca ruch z Gdyni do Stargardu przez Kartuzy i Kościerzynę)
- Dawna magistrala węglowa tzw. "francuska" - linia kolejowa (Maksymilianowo-Kościerzyna-Somonino-Żukowo-Gdynia Port) o parametrach trasy podgórskiej na odcinku od jeziora Osowskiego do Krykulca, zbudowana w latach 1928–1933 dla obsługi portu w Gdyni z ominięciem obszaru Wolnego Miasta Gdańsk.